# Parallélisme des formes
Pour les articles homonymes, voir Parallélisme.
Le parallélisme des formes est un principe de droit français selon lequel un acte pris selon une certaine procédure ne peut être modifié ou abrogé qu'en suivant une procédure identique.

## Concept
Le parallélisme des formes consacre une règle d'identité entre l'acte qui crée et l'acte qui abroge. Il est aussi dit « correspondance des formes » ou « symétrie des formes ». L'acte qui modifie ou abroge est dit « acte contraire ».
Ce principe consacré en droit romain et en droit public n'est pas inconnu du droit privé.
Le parallélisme des formes a été consacré par le Conseil d'État dans sa décision Allamigeon et Pageaux du 27 avril 1994. Selon cette jurisprudence, le président de la République, dès lors qu'il signe un décret délibéré en conseil des ministres, rend le décret modifiable uniquement dans une forme identique.